# Renegade Five
Renegade Five is een rockband uit Karlstad in Zweden. De band is opgericht in 2005 en heeft een contract bij platenlabel Bonnier Amigo. De band bestaat uit zanger Daniel Johansson, Håkan Fredriksson  op keyboard, gitarist Per Lidén, Jimmy Lundin op basgitaar en drummer Marcus Nowak.
Hun eerste single, Shadows, kwam uit in 2008. Een jaar later volgde hun eerste album, Undergrounded Universe. 
In 2010 werd de band genomineerd voor een Grammy Award.
Op 5 mei 2011 brachten ze hun single Alive uit. Dit nummer verscheen op het album nXt Gen dat uitkwam in april 2012.

## Discografie
Albums
- Undergrounded Universe (februari 2009)
- nXt Gen (april 2012)

Undergrounded Universe tracklist
| Nr. | Titel                     | Duur  |
| --- | ------------------------- | ----- |
| 1.  | Memories                  | 03:31 |
| 2.  | Running In Your Veins     | 03:16 |
| 3.  | Darkest Age               | 03:10 |
| 4.  | Save My Soul              | 03:52 |
| 5.  | Shadows                   | 03:47 |
| 6.  | Stand For Your Rights     | 03:40 |
| 7.  | Love Will Remain          | 03:48 |
| 8.  | Loosing [sic] Your Senses | 03:27 |
| 9.  | When You're Gone          | 03:25 |
| 10. | Seven Days                | 03:45 |
| 11. | Too Far Away              | 03:08 |
| 12. | Set My Heart On Fire      | 04:13 |

nXt Gen tracklist
| Nr. | Titel                                    | Duur  |
| --- | ---------------------------------------- | ----- |
| 1.  | The Next Generation                      | 04:07 |
| 2.  | Erase Me                                 | 04:01 |
| 3.  | Alive                                    | 03:48 |
| 4.  | This Pain Will Do Me Good                | 03:55 |
| 5.  | Life Is Already Fading (feat. Elize Ryd) | 03:27 |
| 6.  | Bring It On                              | 03:42 |
| 7.  | Save Me                                  | 04:00 |
| 8.  | When We Say Goodbye                      | 03:51 |
| 9.  | Win This Race                            | 03:57 |
| 10. | Before Midnight                          | 04:22 |
| 11. | Turn The Wheel                           | 03:43 |
| 12. | Lost Without Your Love                   | 03:35 |
| 13. | Running In Your Veins (Acoustic)         | 03:22 |

Singles
- Save My Soul (januari, 2009)
- Darkest Age (september, 2008)
- Running In Your Veins (maart, 2008)
- Love Will Remain (januari, 2008)
- Shadows (september, 2007)
- Alive (mei, 2011)
- Life Is Already Fading (september, 2011)
- This Pain Will Do Me Good (februari, 2012)
- Surrender (maart, 2012)
- Erase Me (januari, 2013)
- Brick Me Back to Life (september, 2015)